# Ярун
Ярун (Ярунъ, ? — ?) — воєвода половців першої половини — середини 13 століття. Учасник битви на Калці 1223 року на боці русько-половецьких сил проти монголів Субедея і Джебе. Бій розпочалася з зіткнення Яруна із ворожим військами. Половці не витримали монгольського натиску і побігли, топчучи своїми кіньми задні ряди русинів. Ця втеча стала однією з причин поразки русько-половецької коаліції. В літописі так описують дії Яруна:
і зайшов (Мстислав Удатний) за Калак ріку, і послав в сторожу Яруна з половцями, а сам станом став тут. Тоді ж Ярун зійшовся з ними (монголами), бажаючи битися, та побігли не встигши нікчемні половці назад, і потоплали біжучи стан руських князів, не встигши бо озброїтись проти них; і переполошилися всі, і була січа зла і люта.